# راوثر
راوثر أو رافيثار مجتمع مسلم يوجد في ولايتي تاميل نادو وكيرالا في جنوب الهند. يشكل الراوثر مجتمع المسلمون التاميل جنبا إلى جنب مع مجتمعات كايالار ولاباي وماراكار ، وينتشر هذا المجتمع المسلم في جميع أنحاء جنوب الهند. يتبع راوثر مذهب أهل السنة والجماعة.

## التاريخ
بعد سقوط سلالة تشولا، دعت إمبراطورية بانديان لاحقًا في دولة التاميل تحت حكم كولاسيكارا بانديان الأتراك السلاجقة من فروع حنفي (المعروفة باسم راوثر في جنوب الهند) للعلاقات التجارية في 1279 م. أكبر أسطول من التجار والدعاة الأتراك استقروا في تارانجامبادي (ناجاباتينام)، كارايكال، موثوبت، كوتانالور، بوداكودي وأثيكاداي. استقر الراوثريون في تلك المنطقة ليشكلوا مجتمعًا مسلمًا بلغ عدد سكانه حوالي مليون نسمة. أضيفت هذه المستوطنات الجديدة الآن إلى مجتمع روثر.